# Пожежа в Централії
40°48′04″ пн. ш. 76°20′15″ зх. д. / 40.801111111111° пн. ш. 76.3375° зх. д.

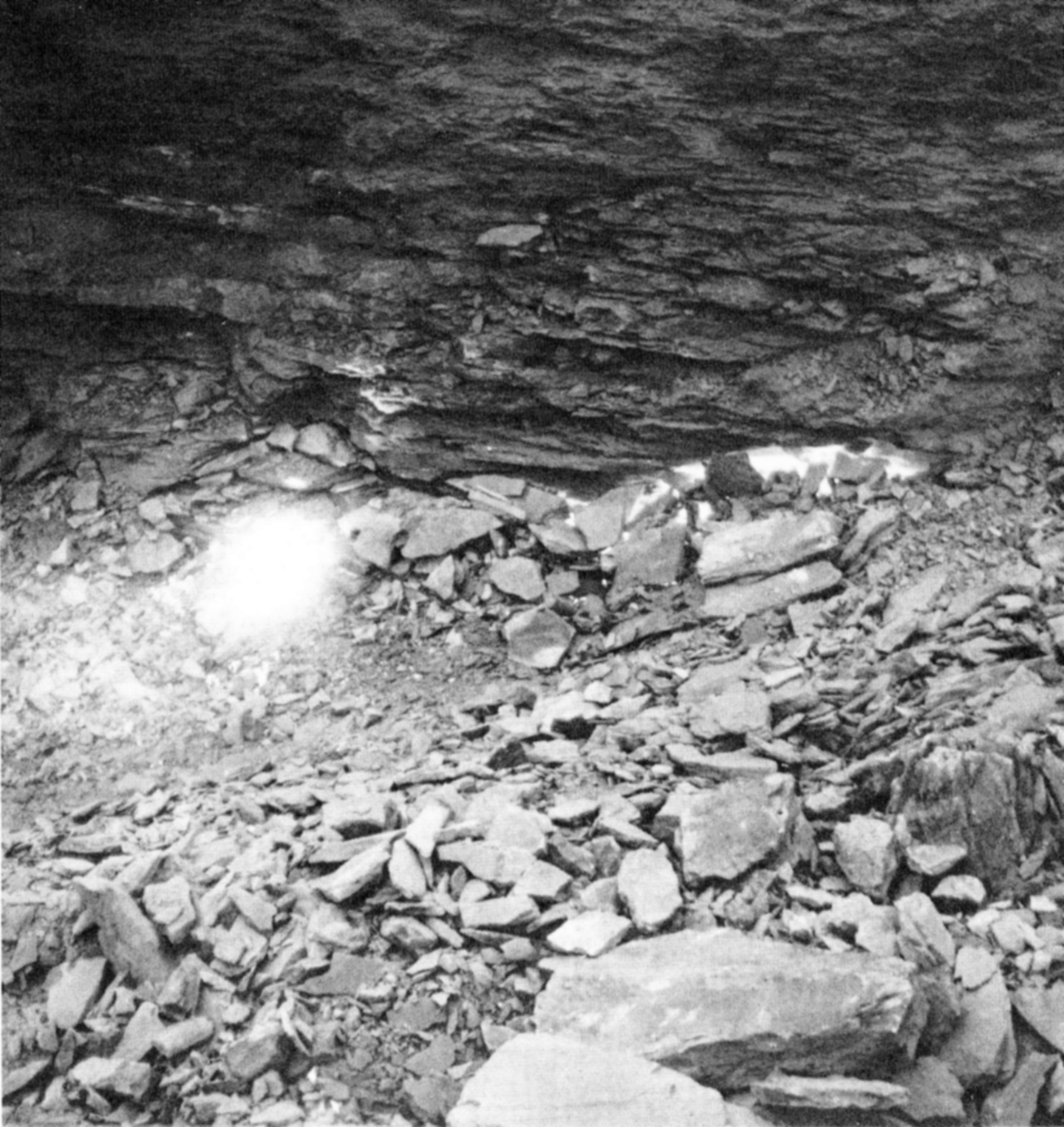
Невелика частина шахтної пожежі в Централії після розкриття під час розкопок 1969 року

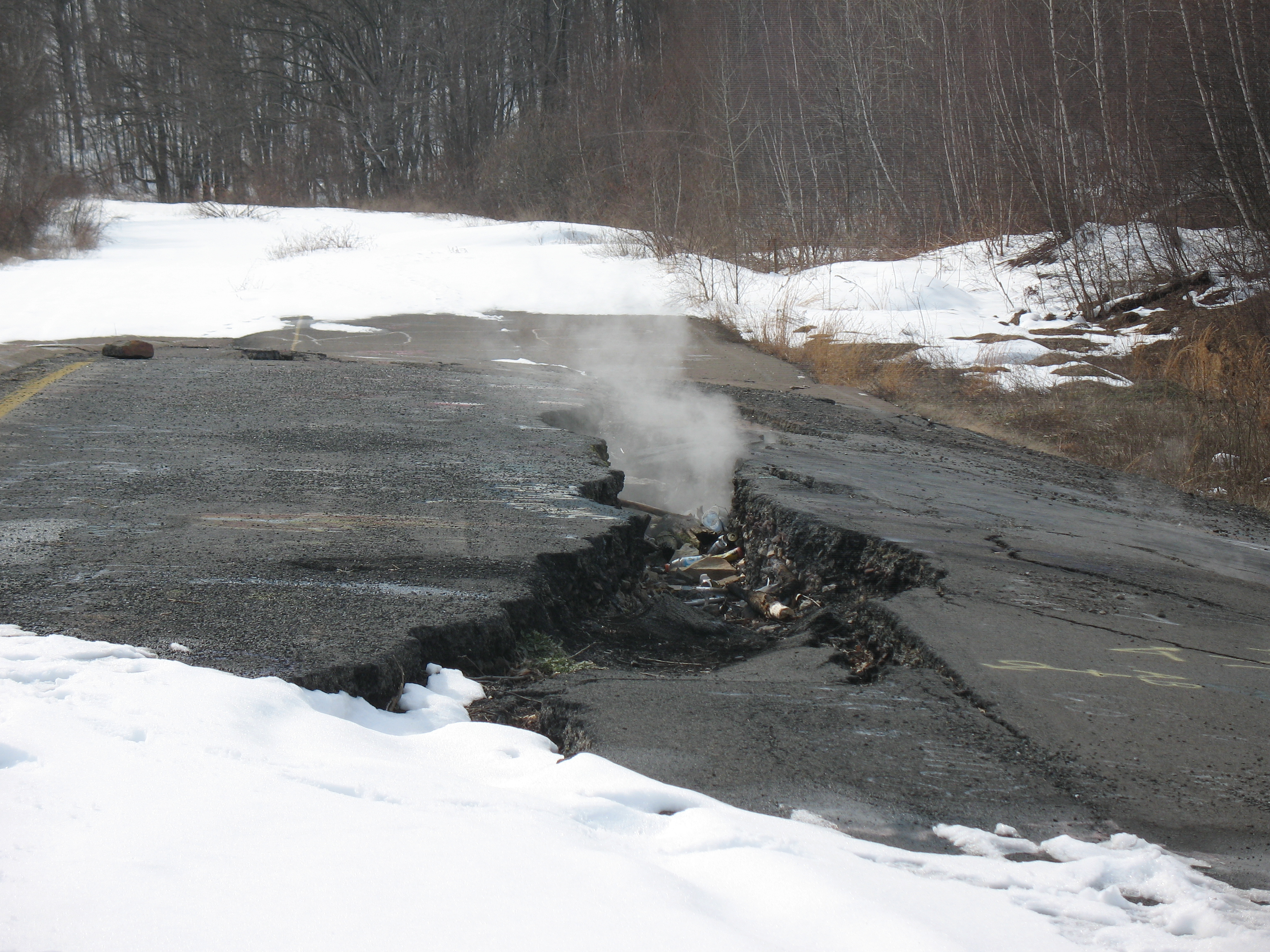
Вигляд диму, що піднімається крізь тріщину в землі в закритій зоні колишньої Пенсільванської дороги 61. Розталий сніг, який вкрив землю навколо, показує ділянки, де тепло виходить із землі внизу

Шахтна пожежа в Централії — це підземна пожежа вугільних пластів, які горіли в лабіринті покинутих вугільних шахт під боро Централія, штат Пенсільванія, США, принаймні з 27 травня 1962 року. Його початкова причина та дата початку все ще є предметом дебатів. Горить у підземних вугільних шахтах на глибинах від 300 метрів до понад 13 кілометрів, площею 15 000 км². За нинішньої швидкості вона може горіти понад 250 років. Це призвело до того, що більша частина міста була покинута: до 2017 року населення скоротилося до 5 жителів з приблизно 1500 на момент початку пожежі, і більшість будівель було зруйновано.

## Передумови
7 травня 1962 року Рада Централії зібралася, щоб обговорити наближення Дня пам'яті та те, як місто збирається прибрати сміттєзвалище, яке з'явилося на початку того року. Яма шириною 300 футів і довжиною 75 футів (91 м × 23 м) була утворена на місці стрічкової шахти глибиною 50 футів (15 м), яку розчистив Едвард Вітні у 1935 році, і проходила впритул до північно-східного кута кладовища диваків. У Централії було вісім незаконних сміттєзвалищ, і намір ради створити сміттєзвалище полягав у тому, щоб зупинити незаконне сміттєзвалище, оскільки нові державні правила змусили місто закрити попереднє сміттєзвалище на захід від цвинтаря Святого Ігнатія. Опікуни кладовища були проти близькості сміттєзвалища, але визнали незаконне сміттєзвалище в іншому місці серйозною проблемою та передбачили, що нова яма її вирішить.

## Пожежа

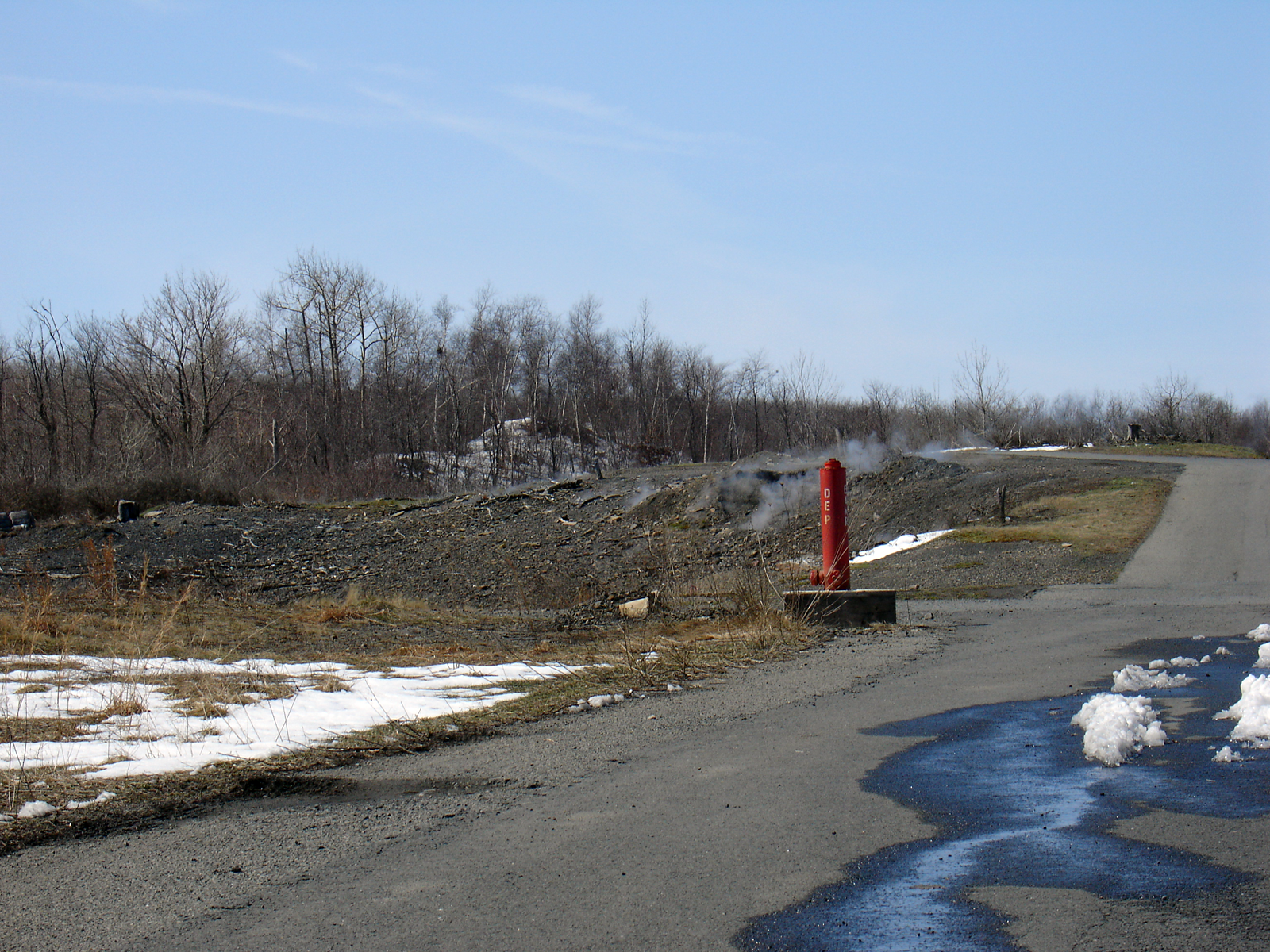
Вид на відслонення вугільного пласта Бак-Маунтін у Централії

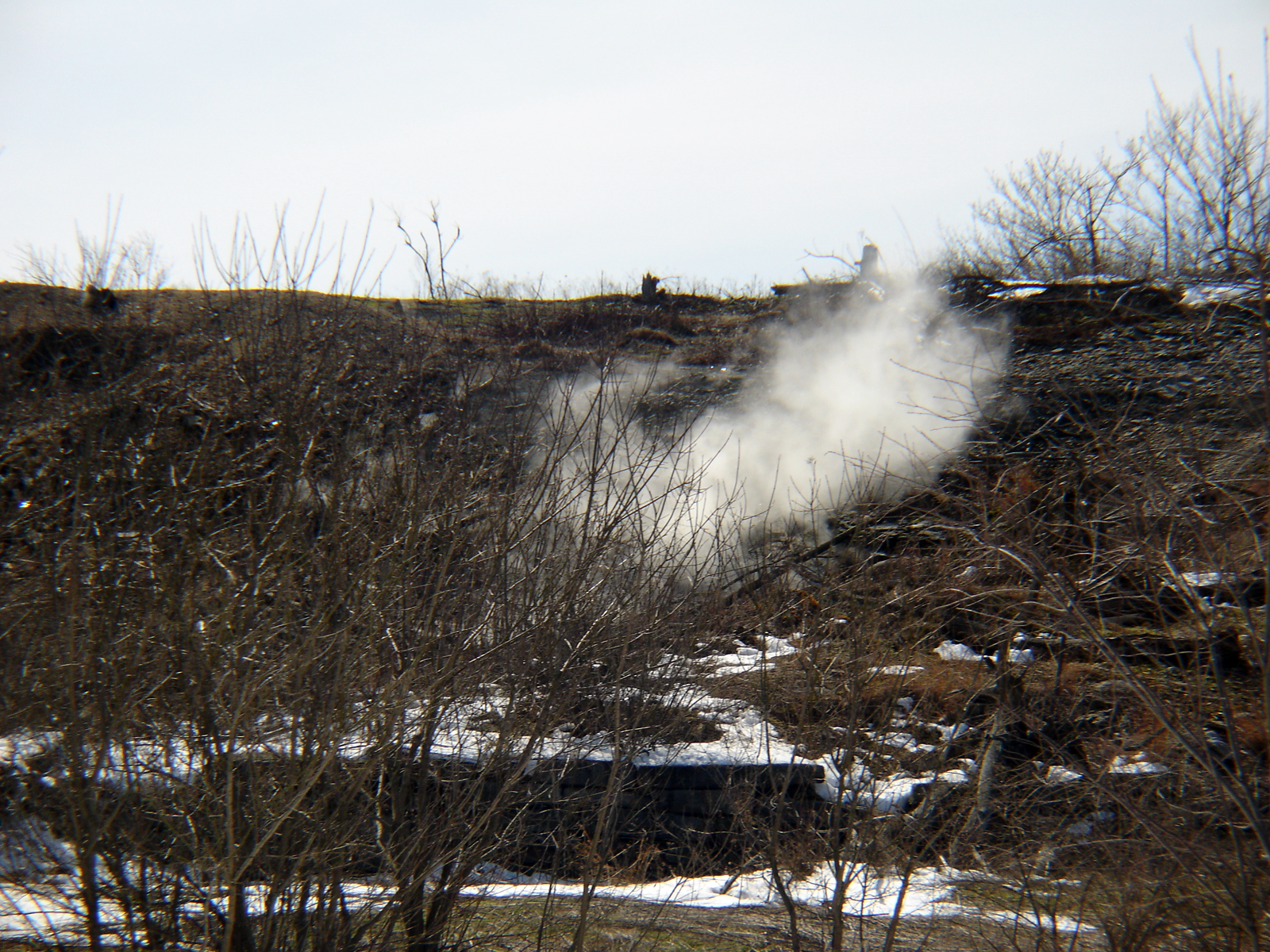
З-під землі здіймається дим

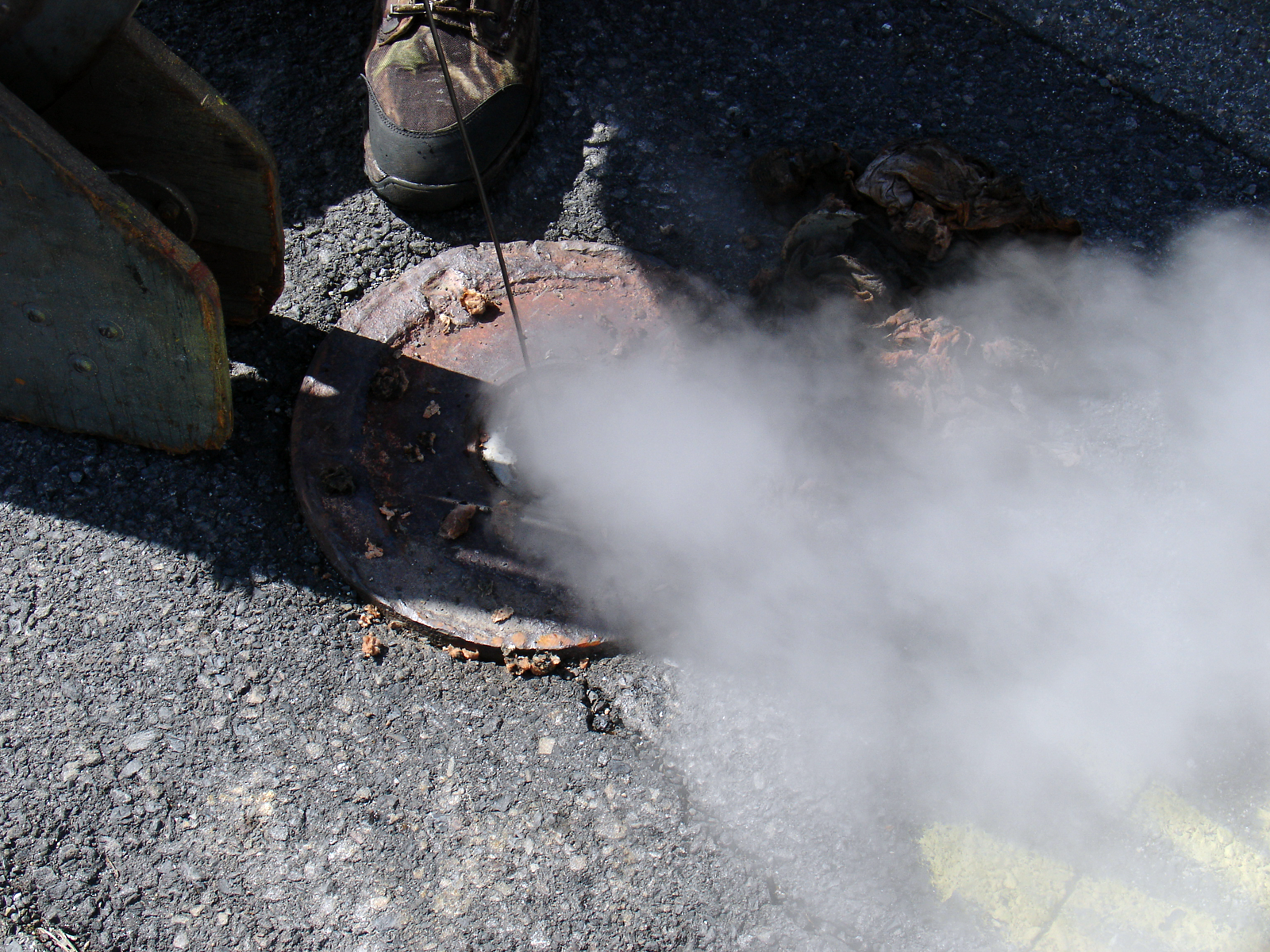
Моніторингова свердловина Департаменту охорони навколишнього середовища штату Пенсильванія у Централії

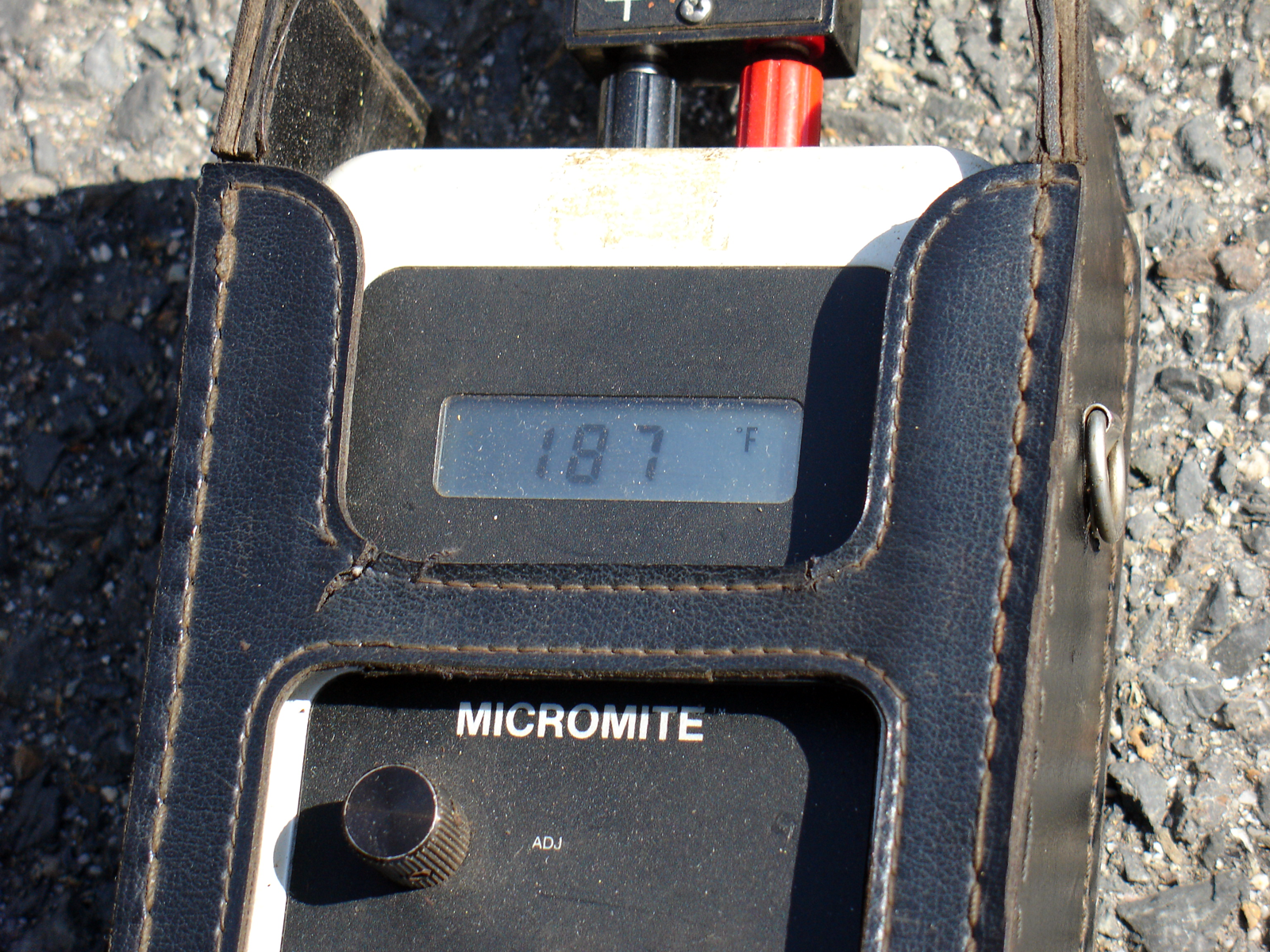
Показання термопари температурного зонда, опущеного приблизно на 10 футів у свердловину в Централії 187 F

Це був світ, де не могла б жити жодна людина, спекотніший за планету Меркурій, його атмосфера така ж отруйна, як у Сатурна. У центрі пожежі температура легко перевищувала 540 градусів Цельсія. Смертоносні хмари окису вуглецю та інших газів крутилися крізь скельні камери.— 
Девід ДеКок, «Невидима небезпека: трагедія людей, уряду та шахтної пожежі в Централії» (Видавництво Пенсільванського університету, 1986)

### План і виконання
Міська рада організувала очищення кар'єрного відвалу, але в протоколі ради не описано запропоновану процедуру. ДеКок припускає, що процес — підпалювання — не був уточнений, оскільки закон штату забороняє підпалювати звалища. Тим не менш, рада Централії призначила дату та найняла п'ятьох членів добровільної пожежної роти для прибирання сміттєзвалища.
27 травня 1962 року для очищення сміттєзвалища було розпалено вогонь, і тієї ночі було використано воду, щоб загасити видиме полум'я. Однак 29 травня полум'я знову помітили. Тієї ночі була зроблена ще одна спроба загасити вогонь за допомогою шлангів, підключених до Локаст авеню. Ще один спалах наступного тижня (4 червня) змусив пожежну компанію Централії знову залити його зі шлангів. Бульдозер підняв сміття, щоб пожежники могли загасити приховані шари палаючих відходів. Через кілька днів в основі північної стіни ями була знайдена діра шириною 15 футів (4,6 м) і висотою в кілька футів. Сміття заховало яму та не дало заповнити її негорючим матеріалом. Цілком можливо, що ця діра призвела до пожежі в шахті, оскільки через неї відкривався шлях до лабіринту старих шахт під селищем. Докази свідчать про те, що, попри зусилля з ліквідації пожежі, сміттєзвалище продовжувало горіти; 2 липня монсеньйор Вільям Дж. Берк поскаржився на неприємні запахи від тліючого сміття та вугілля, що досягають церкви Святого Ігнатія. Рада Централії навіть тоді дозволила скидати сміття в яму.
Кларенс «Муч» Кашнер, президент Незалежної профспілки шахтарів, вибійників і далекобійників, приїхав на запрошення члена ради, щоб перевірити ситуацію в Централії. Кашнер оцінив події та зателефонував Гордону Сміту, інженеру офісу Департаменту шахт і мінеральної промисловості (DMMI) у Поттсвіллі. Сміт сказав жителям міста, що він може викопати тліючий матеріал за допомогою парової лопати за 175 доларів. Був зроблений дзвінок Арту Джойсу, шахтарському інспектору з гори Кармел, який привіз обладнання для виявлення газу для використання на клубках диму, що зараз виходять із тріщин у землі північної стінки котловану звалища. Випробування прийшли до висновку, що гази, що просочуються з великого отвору в стінці кар'єру та з тріщин у північній стінці, містять концентрацію чадного газу, характерну для пожеж у вугільній шахті.

### Ескалація
Рада Централії надіслала листа вугільній компанії «Lehigh Valley Coal Company» (LVCC) як офіційне повідомлення про пожежу. Існує припущення, що міська рада вирішила, що приховування справжнього походження пожежі буде кориснішим, ніж сповіщення LVCC про правду, що, швидше за все, закінчиться тим, що вони не отримають допомоги. У листі представники округу описали початок пожежі «невідомого походження під час надзвичайно спекотної погоди».

## Ранні спроби виправлення
Під тиском на зустрічі United Mine Works of America у Централії 12 серпня міністр шахт Льюїс Еванс надіслав лист групі 15 серпня, у якому стверджував, що він санкціонував проект боротьби з пожежею в шахті і що тендер на проект буде відкрито 17 серпня. Через два дні контракт було укладено з Bridy Inc., компанією поблизу гори Кармел, на суму приблизно 20 000 доларів США (приблизно відповідає $179 000 у сучасних цінах). Робота над проектом почалася 22 серпня.

## Можливе походження
Виникла низка конкуруючих гіпотез щодо джерела шахтної пожежі в Централії. Деякі з них стверджують, що пожежа на шахті почалася ще до 27 травня 1962 року. Девід ДеКок каже, що навмисне спалювання сміття 27 травня для очищення сміттєзвалища в колишній шахті призвело до спалаху вугільного пласта через незакритий отвір у сміттєвій ямі, що дозволило вогню потрапити в лабіринт покинутих вугільних шахт під Централією.
У своїй книзі 2007 року «День, коли Земля провалилася» Джоан Квіглі стверджує, що пожежа насправді почалася напередодні, коли сміттєвоз викинув гарячий попіл або вугілля, викинуте з вугільних пальників, у відкриту сміттєву яму. Вона зазначила, що в протоколі міської ради від 4 червня 1962 року йдеться про дві пожежі на сміттєзвалищі, і що п'ять пожежників подали рахунки за «гасіння пожежі на території звалища». Відповідно до закону, міська влада відповідала за встановлення вогнестійкого глиняного бар'єра між кожним шаром сміття на смітнику, але відстала від графіка, залишивши бар'єр незавершеним. Це дозволило розпеченому вугіллю проникнути у вугільну жилу під котлованом і запалити наступний підземний вогонь. На додаток до протоколу ради Квіглі посилається на «інтерв'ю з волонтерами-пожежниками, колишнім начальником пожежної охорони, представниками району та кількома очевидцями» як своє джерело.

## Наслідки

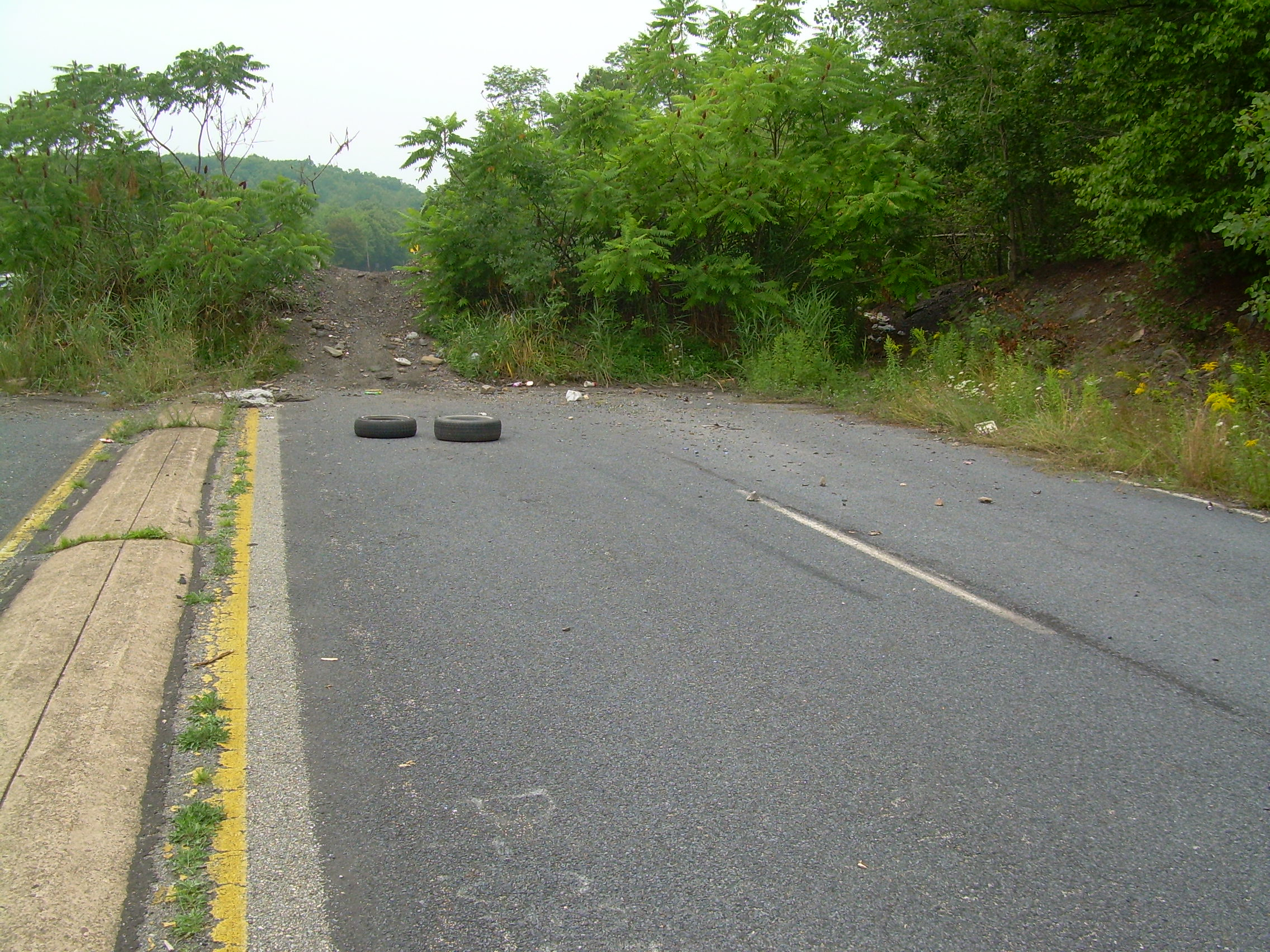
Місце, де колишнє дорожнє полотно Пенсильванської дороги 61 закінчується через пожежу на шахті

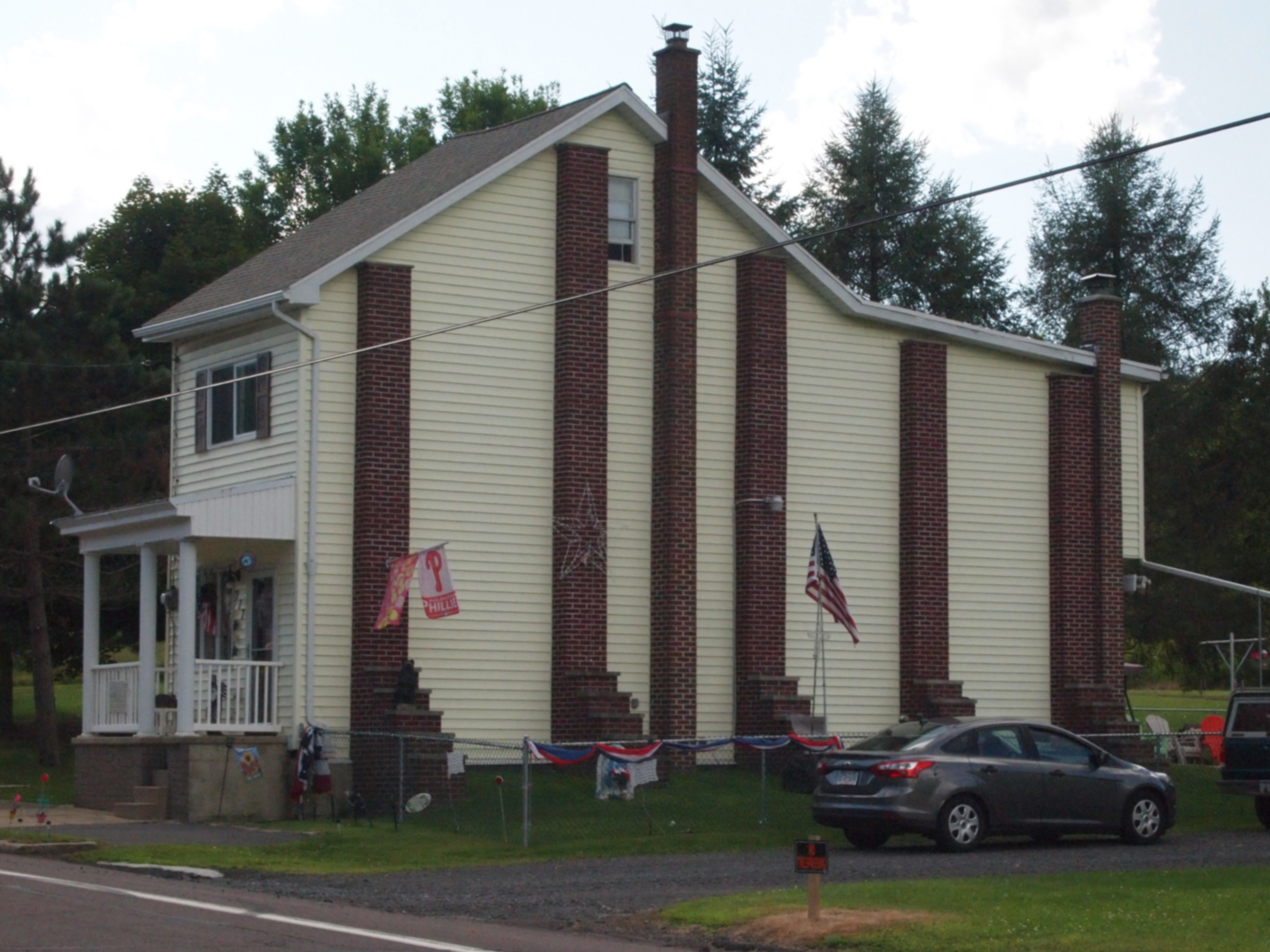
Оскільки будинки, що з'єднувалися в ряди, були знесені, контрфорси були побудовані для підтримки стін будинків, що залишилися.

У 1984 році представник Wilkes-Barre Френк Харрісон запропонував закон, який був схвалений Конгресом, що виділив понад 42 мільйони доларів США на переселення (що еквівалентно 110 мільйонам доларів у 2021 році). Більшість мешканців прийняли пропозиції про викуп і роз'їхалися. (Дані перепису населення Сполучених Штатів 1990 року показують, що сусідні міста продовжували втрачати населення з тією ж швидкістю, що й у попередні десятиліття, що свідчить про те, що жителі Централії не жили там.) Кілька сімей вирішили залишитися попри вимоги чиновників Пенсільванії.
У 1992 році губернатор штату Пенсільванія Боб Кейсі наклав на себе право власності на всі об'єкти району, засуджуючи всі будівлі всередині. Подальші судові спроби мешканців скасувати це рішення провалилися. У 2002 році Поштова служба США скасувала поштовий індекс Centralia, 17927.
Шахтна пожежа також поширилася під містом Бірнсвілл, за кілька миль на південь. Місто довелося покинути і зрівняти з землею.
Підвищення тиску повітря, викликане теплом від шахтних пожеж, взаємодіяло з сильними опадами в районі, які стікають у покинуті шахти, утворюючи єдиний гейзер Пенсільванії Big Mine Run, який вивергається на приватній території в сусідньому Ешленді. Гейзер залишили відкритим для боротьби з повенями.
Пожежа та її наслідки були представлені в 2013 році в «America Declassified» на «Travel Channel» і в епізоді «Radiolab Cities».
Серія відеоігор «Silent Hill» базується на цих подіях, хоча фільм базується на Західній Вірджинії.